# Adil Titi
Adil Titi (20 augustus 1999) is een Zweeds voetballer, die doorgaans speelt als defensieve middenvelder. Jallow werd in januari 2019 gepromoveerd naar de eerste ploeg van IFK Göteborg.

## Clubcarrière
Titi doorliep de jeugdreeksen van IFK Göteborg en promoveerde in januari 2019 naar de eerste ploeg. Op 29 april 2019 maakte hij zijn debuut op het hoogste Zweedse niveau in de thuiswedstrijd tegen AIK, die met 3–0 werd gewonnen.

## Clubstatistieken
| Seizoen | Club         | Competitie  | Competitie | Competitie | Beker | Beker | Internationaal | Internationaal | Totaal | Totaal |
| Seizoen | Club         | Competitie  | Wed.       | Dlp.       | Wed.  | Dlp.  | Wed.           | Dlp.           | Wed.   | Dlp.   |
| ------- | ------------ | ----------- | ---------- | ---------- | ----- | ----- | -------------- | -------------- | ------ | ------ |
| 2019    | IFK Göteborg | Allsvenskan | 1          | 0          | 0     | 0     | —              | —              | 1      | 0      |
| Totaal  | Totaal       | Totaal      | 1          | 0          | 0     | 0     | 0              | 0              | 1      | 0      |

Bijgewerkt op 29 mei 2019.

## Interlandcarrière
Titi is Zweeds jeugdinternational.